# St. John Louis Hyde du Plat Taylor
St. John Louis Hyde du Plat Taylor, auch du Plat-Taylor DSO (* 22. Januar 1865; † 1936) war ein britischer Lieutenant Colonel.

## Leben
Er entstammte dem französischen Adelsgeschlecht du Plat, dessen erster Vertreter in Deutschland Pierre Joseph du Plat (1657–1709) war, Stammvater der hannoverschen Linie. Mitglieder dieser deutschen Linie traten wiederum in königlich dänische und britische Dienste. Er war der Sohn des britischen Colonels John Lowther du Plat Taylor Esq. (1829–1904), Gründer des Army Post Office Corps. Sein jüngerer Bruder war der britische Ingenieur Francis Maurice Gustavus du Plat Taylor (1878–1954).
Von März 1878 bis Januar 1883 besuchte Plat Taylor das Haileybury and Imperial Service College (Colvin House) nahe Hertford. Als 20-Jähriger kam er am 9. Dezember 1884 zur Royal Artillery. Zehn Jahre später wurde er am 22. März 1894 zum Captain befördert und am 18. April 1900 wurde er Major. In den Jahren 1899/1900 diente er mit seiner Territorial Force Infantry Brigade in Südafrika im Zweiten Burenkrieg. Dabei war er im April 1900 an Kämpfen im Oranje-Freistaat und an der 217 Tage dauernden Belagerung von Mafikeng beteiligt, außerdem im Mai/Juni in Transvaal, im Juli östlich von Pretoria sowie westlich der Stadt auch beim Kampf am Zilikat's Nek in den Magaliesbergen. Für seine Verdienste wurde er mit der Queen’s South Africa Medal mit drei Spangen ausgezeichnet und am 28. Oktober 1901 von König Eduard VII. zum Companion des Distinguished Service Order erhoben.
Plat Taylor war 1906 in Glasgow (Schottland) stationiert und schied dort am 16. Mai 1906 aus der Royal Artillery aus. Allerdings wurde er für die Dauer des Ersten Weltkrieges wieder reaktiviert und war auch hier in Kampfhandlungen eingebunden. Später lebte er mit seiner Familie an der schottischen Grenze in Berwick-upon-Tweed, verbrachte aber seit 1926 mindestens die Wintermonate in seinem Haus in Nikosia auf Zypern.
Er heiratete am 6. Juli 1904 Alice Home Purves (1878–1965), die Tochter von Lieutenant Charles Hyde Home Purves (1850–1887) und der Frances Mabel Archer (1855–1917) aus Dumas (Berwickshire) sowie Schwester von Sir John Home-Purves-Hume-Campbell, 8. Baron (1879–1960). Das einzige Kind war die britische Archäologin Joan du Plat Taylor (1906–1983), eine Pionierin der Unterwasserarchäologie.

## Orden und Ehrenzeichen
- 1901: Queen’s South Africa Medal mit drei Spangen
- 1901: Companion des Distinguished Service Order